# Friedenskonferenz
Eine Friedenskonferenz ist eine Konferenz auf der sich verschiedene Nationen zum politischen Gespräch, mit dem Ziel Konflikte zu beseitigen, treffen.
- Friedenskongress von Prag, 1813
- Wiener Kongress, 1814
- Haager Friedenskonferenzen, 1899 und 1907
- Stockholmer Friedenskonferenz von 1917
- Pariser Friedenskonferenz 1919
- Potsdamer Konferenz, 1945
- Pariser Friedenskonferenz 1946
- Friedenskonferenz von San Francisco, 1951
- Friedenskonferenz von Madrid, 1991–2000

Friedenskonferenz oder Friedenskongress heißen auch bestimmte Veranstaltungsformen der Friedensbewegung
- Weltfriedenskongress
- Internationale Münchner Friedenskonferenz

Die Christliche Friedenskonferenz hingegen ist der Name einer Organisation der Friedensbewegung.